# Vladimir Repjev
Vladimir Georgijevič Repjev, sovjetski (ruski) rokometaš, * 11. julij 1956, † 4. januar 2009.
Leta 1980 je na poletnih olimpijskih igrah v Moskvi v sestavi sovjetske rokometne reprezentance osvojil srebrno olimpijsko medaljo.